# Nor-Nork
Nor-Nork (Armeens: Նոր Նորք, Nor Nork) is een van de 12 administratieve districten van de Armeense hoofdstad Jerevan.

## Ligging
Nor-Nork ligt in het oostelijk deel van de stad en grenst aan de districten Nork-Marash, Kentron en Kanaker-Zeytun in het westen, Avan in het noorden en Ereboeni in het zuiden. Aan de oostzijde grenst het district aan de provincie Kotajk. Het district is 14,11 km² groot en telt circa 130.300 inwoners. Het district is onofficieel onderverdeeld in kleinere wijken, waaronder de 9 blokken van Nor-Nork en de wijk Bagrevand.

## Belangrijke straten
- Davit Bekstraat
- Tevosyanstraat
- Gyurjyanstraat
- Minskistraat
- Vilniusstraat

## Bezienswaardigheden
- Sint-Sarkiskerk (gebouwd in 1999)
- Fridtjof Nansenpark
- Tatul Krpeyanpark
- Vaspurakanpark
- Suren Nazaryan-tuin
- Tigranes de Grote-park
- Zoo van Jerevan
- Waterwereld
- Militair Instituut Vazgen Sargsyan

## Fotogalerij

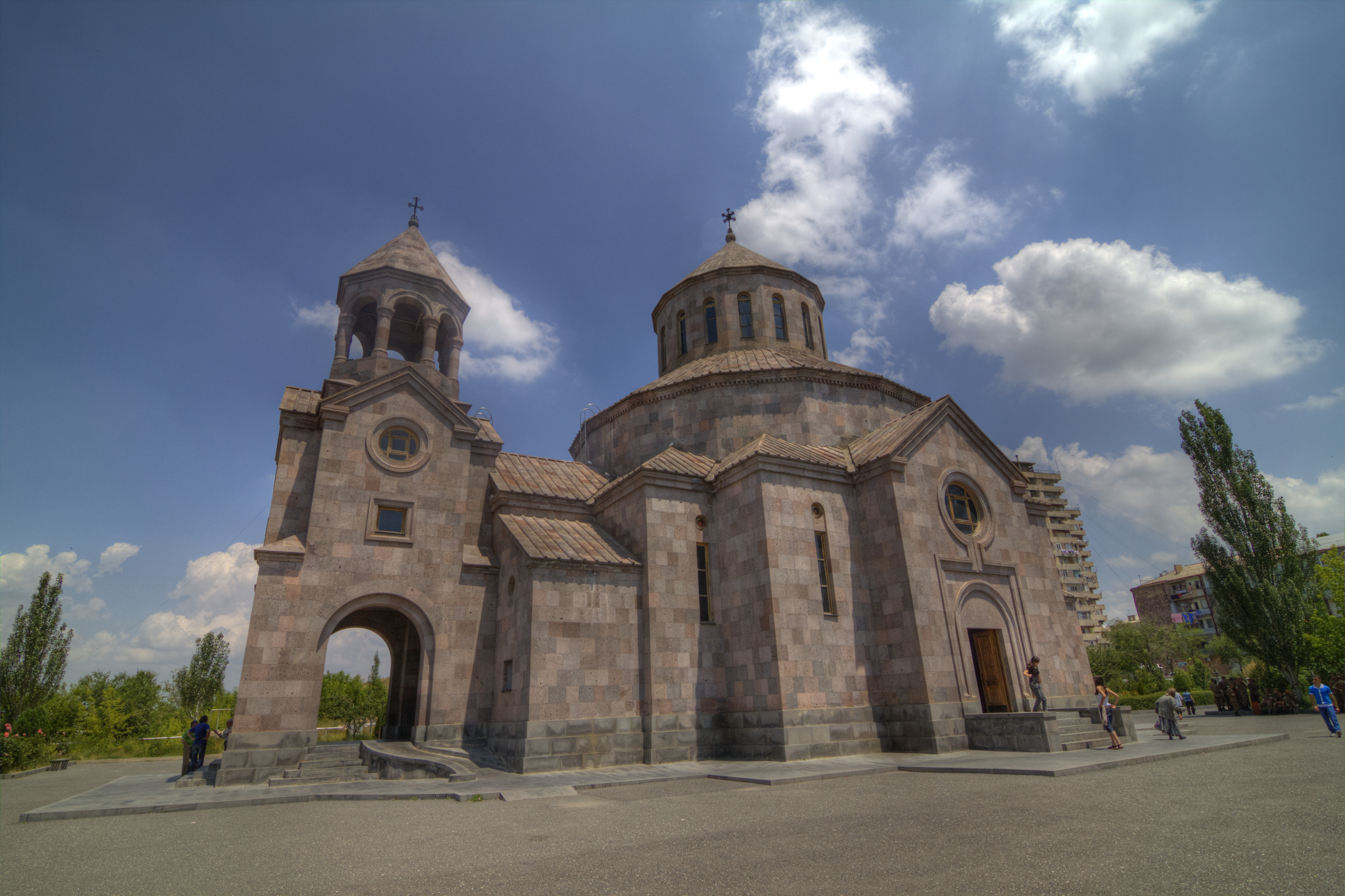
Sint-Sarkiskerk (1999)
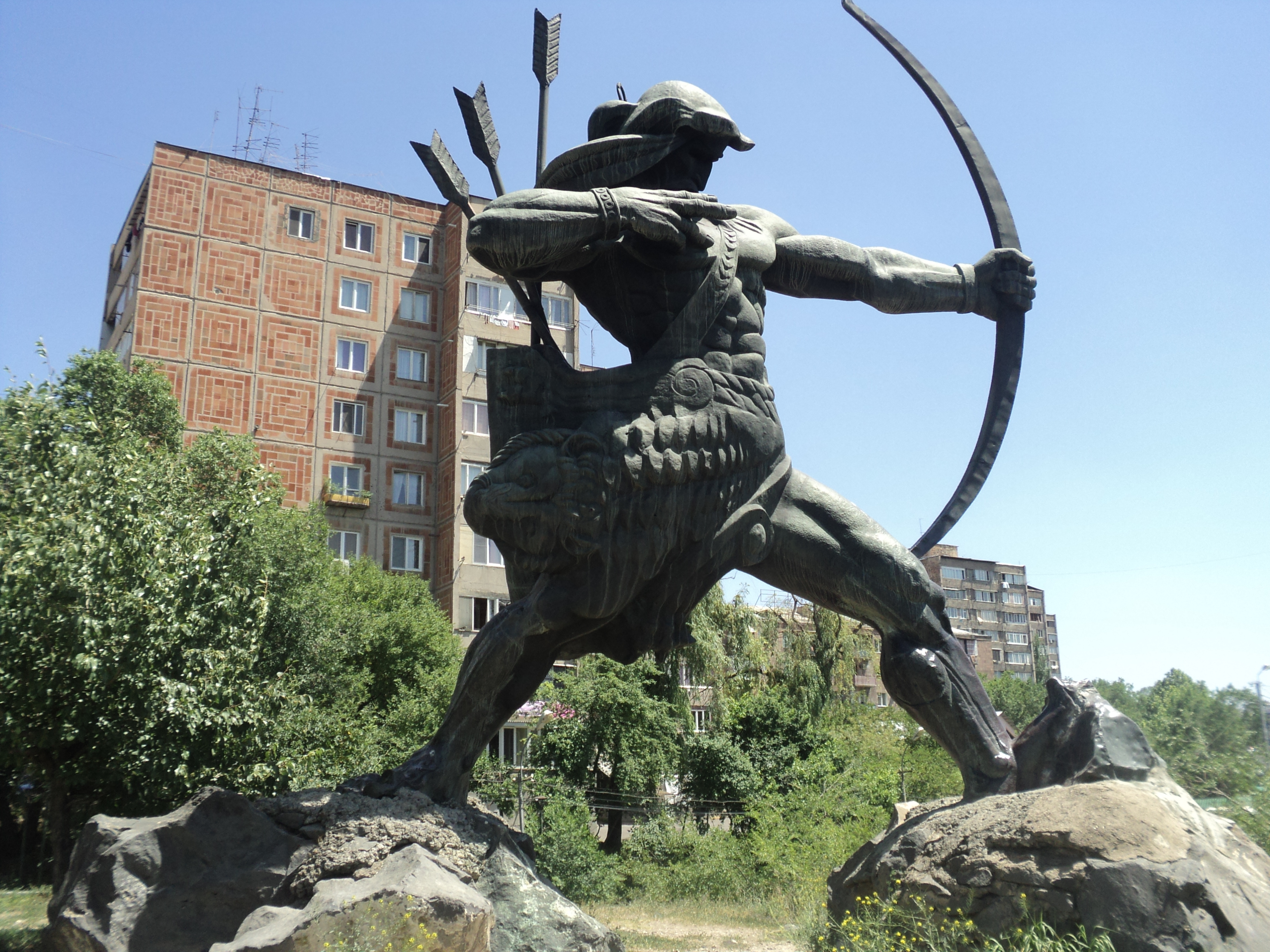
Standbeeld van Hayk Nahapet in Nor-Nork
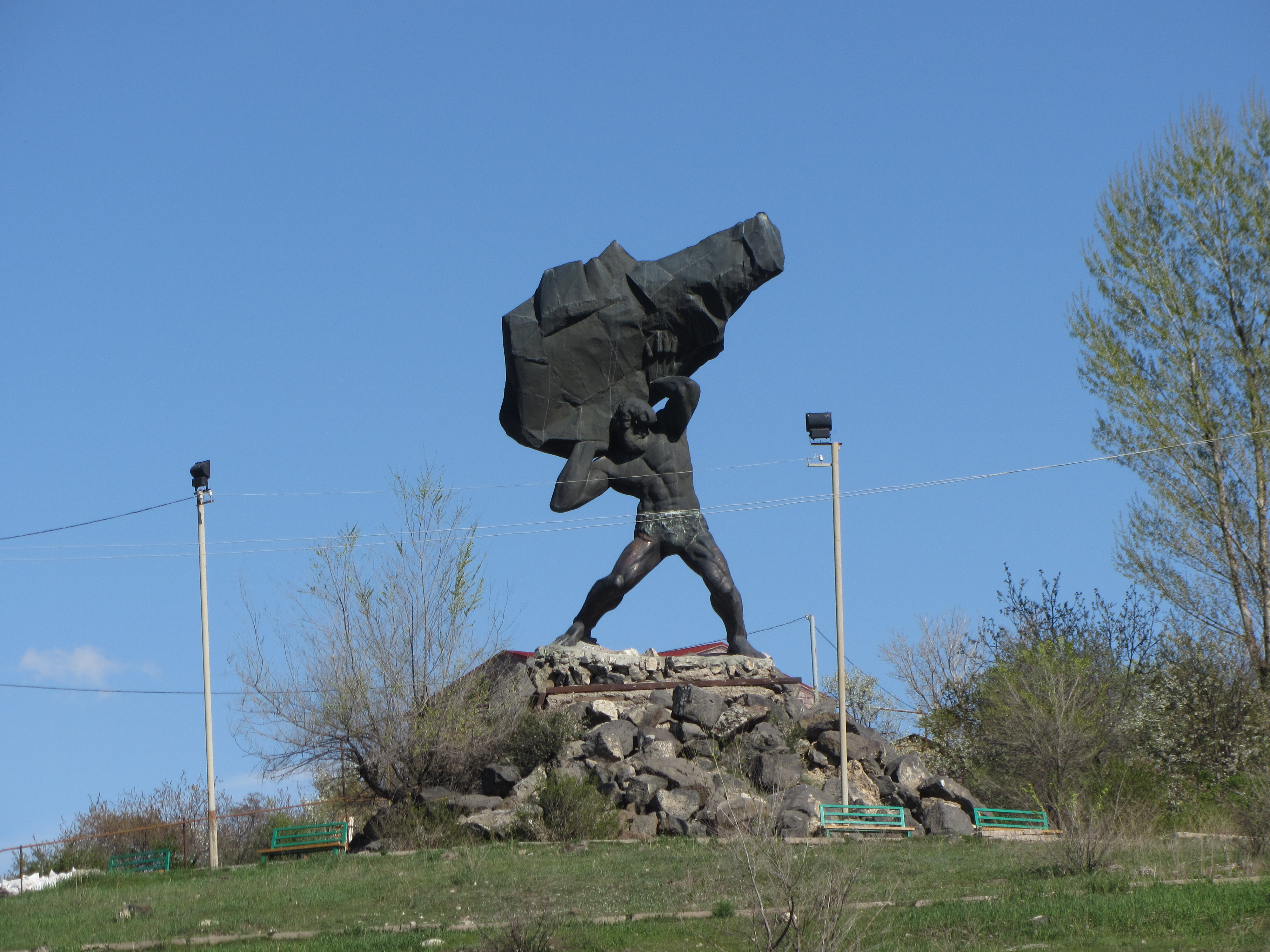
Standbeeld van Tork Angegh in Nor-Nork
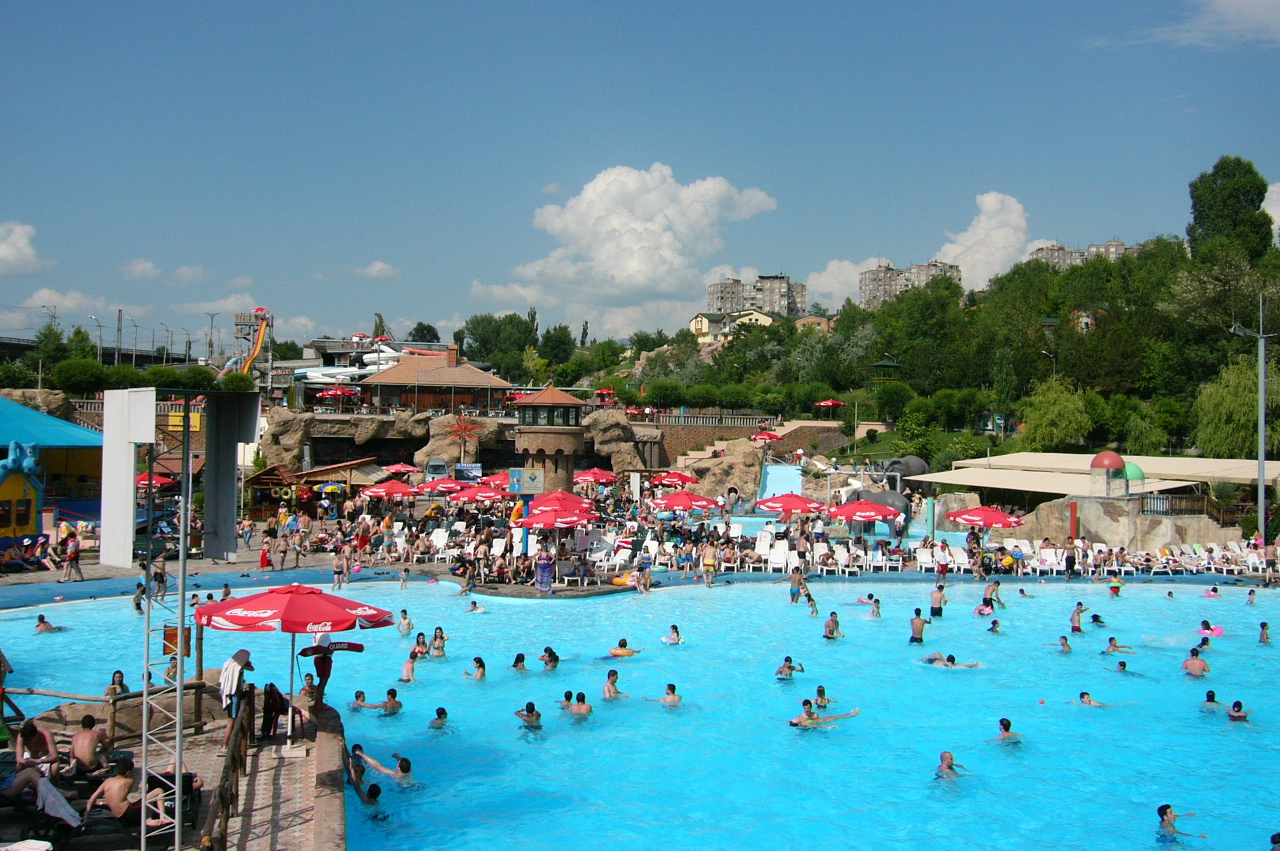
Waterwereld
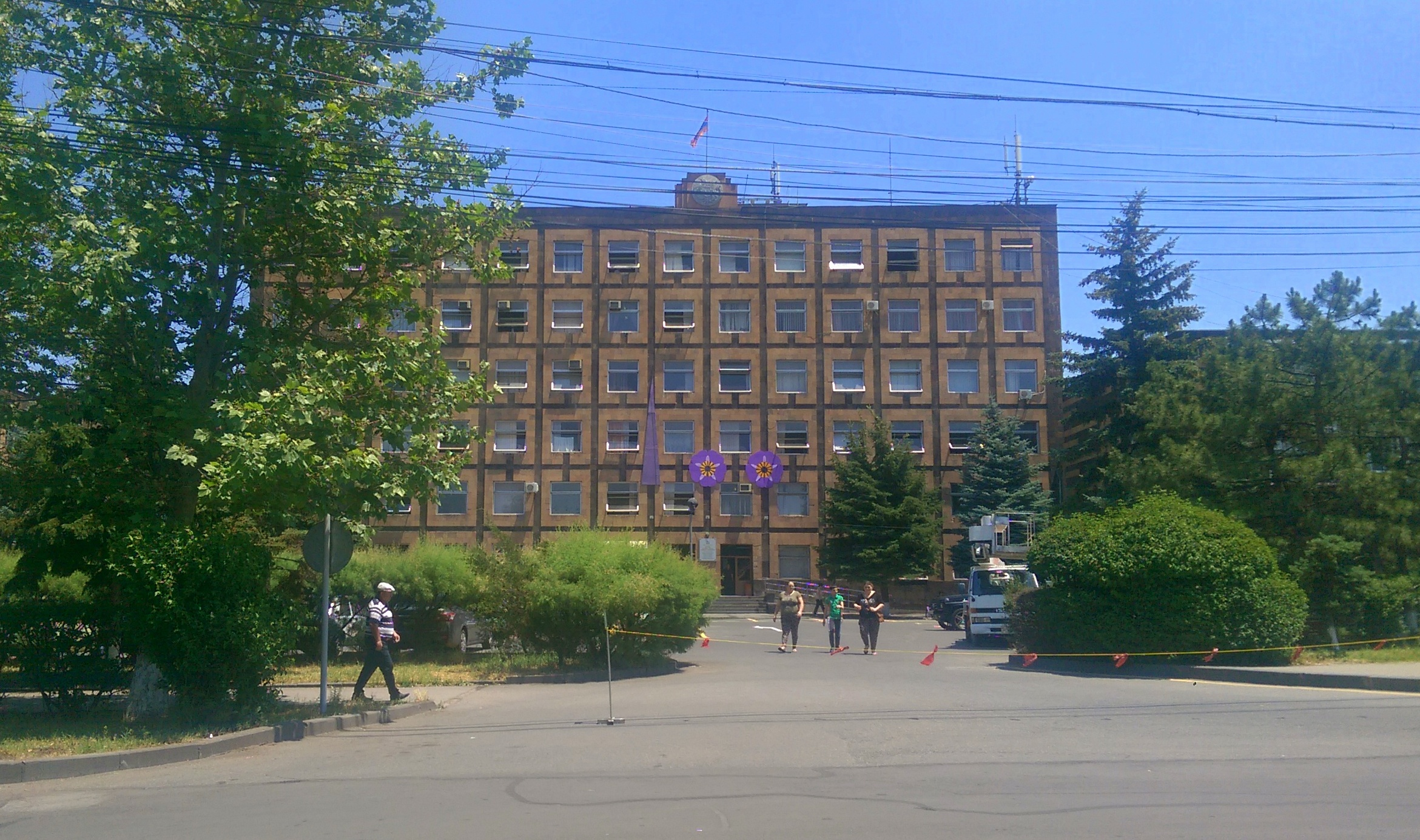
Bestuurscentrum van het district Nor-Nork

Ajapnyak ·
Arabkir ·
Avan ·
Davtashen ·
Ereboeni ·
Kanaker-Zeytun ·
Kentron ·
Malatia-Sebastia ·
Nor-Nork ·
Nork-Marash ·
Nubarashen ·
Shengavit